# Atriplex suckleyi
Atriplex suckleyi är en amarantväxtart som först beskrevs av John Torrey, och fick sitt nu gällande namn av Per Axel Rydberg. Atriplex suckleyi ingår i släktet fetmållor, och familjen amarantväxter. Inga underarter finns listade i Catalogue of Life.